# Iulius Obsequens
Iulius Obsequens war ein römischer Schriftsteller, der vermutlich im späten 4. Jahrhundert n. Chr. lebte.
Über sein Leben ist nichts bekannt, er ist nur als der Verfasser eines Liber de prodigiis (oder Liber prodigiorum) überliefert. Dieses „Buch der Vorzeichen“ behandelt Jahre im Zeitraum von 190 v. Chr. bis 11 v. Chr.; aus dem Titel geht hervor, dass das Werk ursprünglich mit der Säkularfeier im Jahr 249 v. Chr. begann. Es handelt sich um einen stark gekürzten und vereinfachten Auszug aus den Ab urbe condita libri des Titus Livius, in dem jeweils Vorzeichen und korrespondierende historische Ereignisse gegenübergestellt werden. Aufgrund der heidnisch-apologetischen Tendenz wurde das Werk in die zweite Hälfte des 4. Jahrhunderts datiert.
In der Spätantike und im Mittelalter finden sich keine Spuren einer Nachwirkung des Werks. Die Editio princeps erschien 1508 in Venedig bei Aldus Manutius nach einem heute verloren gegangenen Manuskript. In der Renaissance war das Werk sehr populär, was zu einer großen Zahl von Ausgaben führte. Die bedeutendste ist die des Basler Humanisten Conrad Lycosthenes aus dem Jahr 1552. Die Prophezeiungen („Centuries“) des Nostradamus wurden von Iulius Obsequens beeinflusst.